# Arguèdène
Arguèdène (variantes : ârguèdène, arguédenne, arguèdinne, argudinne, guène) est un mot wallon qui signifie littéralement « ariette » ou « ritournelle». Plusieurs sens peuvent lui être attribués, mais dans le monde des fanfares, il se réfère à une forme de jeu d'ensemble pratiquée par un petit groupe de musiciens.

## Jeu
Les skèteûs (joueurs) d’arguèdènes, jouent des airs de danse sur un accompagnement improvisé. En règle générale, un ou plusieurs instrumentistes jouent une mélodie, tandis que d’autres improvisent un accompagnement se déclinant entre voix intermédiaires, contre-chant et basse. Le plus souvent, cela se passe de manière impromptue et conviviale, autour d’un bon petit verre dans un café, après un concert ou à l’occasion de l’un ou l’autre événement de la vie associative.

## Histoire
Cette pratique s’est développée dans le courant du XIXe siècle lors de l’émergence des sociétés musicales amateurs pour connaître son apogée avant la Première Guerre mondiale. Des joueurs d’arguèdènes avaient même l’habitude de se rassembler pour former de petits orchestres afin de faire danser la communauté lors de bals champêtres.
Si elle a baissé en intensité, la pratique des arguèdènes ne s’est jamais vraiment interrompue dans certaines fanfares ou harmonies, particulièrement en Belgique, dans l’Entre-Sambre-et-Meuse. En Flandre, la pratique des arguèdènes (appelées « airekes » ou « danskes ») a existé jusqu’au milieu du XXe siècle et des collectages récents ont permis de redécouvrir de nombreux airs. Des pratiques de même type existent dans différents pays où sont ou étaient actifs des harmonies et fanfares, avec des variantes plus ou moins importantes.
Depuis 2005, un concours d'arguèdènes est organisé chaque année par la Royale Fanfare communale de Sivry dans la commune de Sivry-Rance.

## Discographie
- À râse dè têre, « Djouwè. Jouer. Arguèdènes - Airs à danser pour cuivres (Belgique)», 2018, Colophon, Col. CD139[6].
- Limbrant, À râse dè têre, Crooniek, De Fijnbesnaarden, « Brabantse danstradities », 2013, ETNA 72082.
- À râse dè têre, « Danger de mort. Arguèdènes chevrotines », 2011, ETNA 72072.
- Limbrant & À râse dè têre, « Danskes – Arguèdènes », 2011, ETNA 72062.
- « Muzikes d'amon nos-ôtes : traditions musicales en Wallonie, collectages 1912-1983. Muzikale tradities in Wallonië, veldopnamen 1912-1983 », 2008, mim.
- « Anthologie du folklore wallon. Vol. 4 : les airs à danser », 1977, Decca 163.053.